# État de la situation financière
Pour les articles homonymes, voir Bilan.
 (février 2015).
Si vous disposez d'ouvrages ou d'articles de référence ou si vous connaissez des sites web de qualité traitant du thème abordé ici, merci de compléter l'article en donnant les références utiles à sa vérifiabilité et en les liant à la section « Notes et références ».
L'état de la situation financière (terme officiel des normes internationales IFRS, aussi appelé bilan comptable) est un état financier qui synthétise à un moment donné, d'une part, le patrimoine de l'entreprise, et d'autre part la provenance des ressources utilisées pour acquérir ce patrimoine. Le bilan comptable permet d’expliquer d’où vient l’argent et ce qui est fait avec cet argent.
« Dans la colonne de gauche, appelée « Actif », figure tout le patrimoine de l’entreprise, autrement dit tout ce que l’entreprise possède à la date d’arrêté des écritures (terrains, locaux, machines, véhicules, stocks, etc. trésorerie), grâce aux ressources figurant au passif. »
Dans la colonne de droite, appelée « Passif » est fournie la liste des rubriques qui expliquent d’où proviennent les ressources financières dont a disposé l’entreprise à la date d’arrêté des écritures comptables (capital social déposé par les actionnaires, fonds propres accumulés par l'entreprise, résultats de l'année, emprunts contractés par l'entreprise, etc.). 
Au vu des règles de comptabilisation, mécaniquement, l’actif est toujours égal au passif, qu’il y ait un bénéfice ou une perte. En effet, la comptabilité est tenue « en partie double », c’est-à-dire que pour enregistrer tout flux financier, il faut inscrire deux montants identiques : un pour expliquer d’où vient l’argent et un second pour expliquer ce qui est fait avec cet argent. ».

## D'où vient l'argent et qui possède le patrimoine, les «actifs»?
Les deux questions auxquelles doit répondre le bilan comptable (« d’où vient l’argent et ce qui est fait avec cet argent ») permet également de répondre à deux questions relevant de l'économie politique : (1-) Quelles sont les personnes humaines, physiques ou morales, qui fournissent, de leur poche, l'argent contribuant à l'acquisition du patrimoine, les « actifs » du bilan, (2-) A quelles personnes humaines, physiques ou morales, appartient ce patrimoine.
Grâce au bilan et du fait qu'il n'y ait que deux types de personnes humaines fournissant l'argent, les « capitaux » nécessaires, à savoir les actionnaires et le collectif de salariés, répondre à ces deux questions est simple.
L'ensemble des actionnaires ne fournissent de leur poche QUE le « capital social », qui est une petite partie des capitaux propres inscrits au « passif » du bilan.
Le collectif de salariés de l'entreprise fournit donc tout le reste pour acquérir le patrimoine dont l'évaluation est inscrite à l'actif (la somme de l'actif étant égale à la somme du passif).
Cette contribution du collectif de salariés est faite sous toutes les formes mentionnées dans le bilan (fonds propres accumulés, résultats, emprunts que le collectif de salariés rembourse, etc.). En plus de cette contribution, le collectif de salariés, grâce évidemment à la vente de ses produits et services, doit bien sûr SE payer SES salaires, impôts et taxes, louer des locaux et des équipements, payer des sous-traitants et des fournitures, entretenir tout le patrimoine, payer des dividendes aux actionnaires et même, de plus en plus souvent, « racheter » des actions aux actionnaires, actions ensuite annulées.
N'importe quel bilan permet immédiatement d'avoir une idée de la contribution de chacun, actionnaires et collectif de salariés, ex. : bilan 2021 de Carrefour : total actif (47 668 M€), financé par les actionnaires à hauteur du capital social (1940 M€) et donc le reste, soit 45728 M€, par le collectif de salariés. 
Dans son ouvrage majeur Principes d’économie politique, Charles Gide (1931) nomme « amorce » le capital social misé par les actionnaires et capital « concret » ou « réel » les actifs, le patrimoine productif de l'entreprise.
La réponse à la deuxième question (qui possède le patrimoine ?) est connue de tous, bien que contre-intuitive : quel que soit le montant de l'amorce versée, du « capital social », les actionnaires sont les uniques propriétaires, au sens plein du terme, de tous les actifs, de tout le patrimoine.
En effet, le collectif de salariés n'est pas, en général, sujet de droit, il ne peut donc pas être propriétaire. Les actionnaires ont l'exclusivité de l'appropriation, quelle que soit leur mise.

## Finalités opérationnelles du bilancomptable

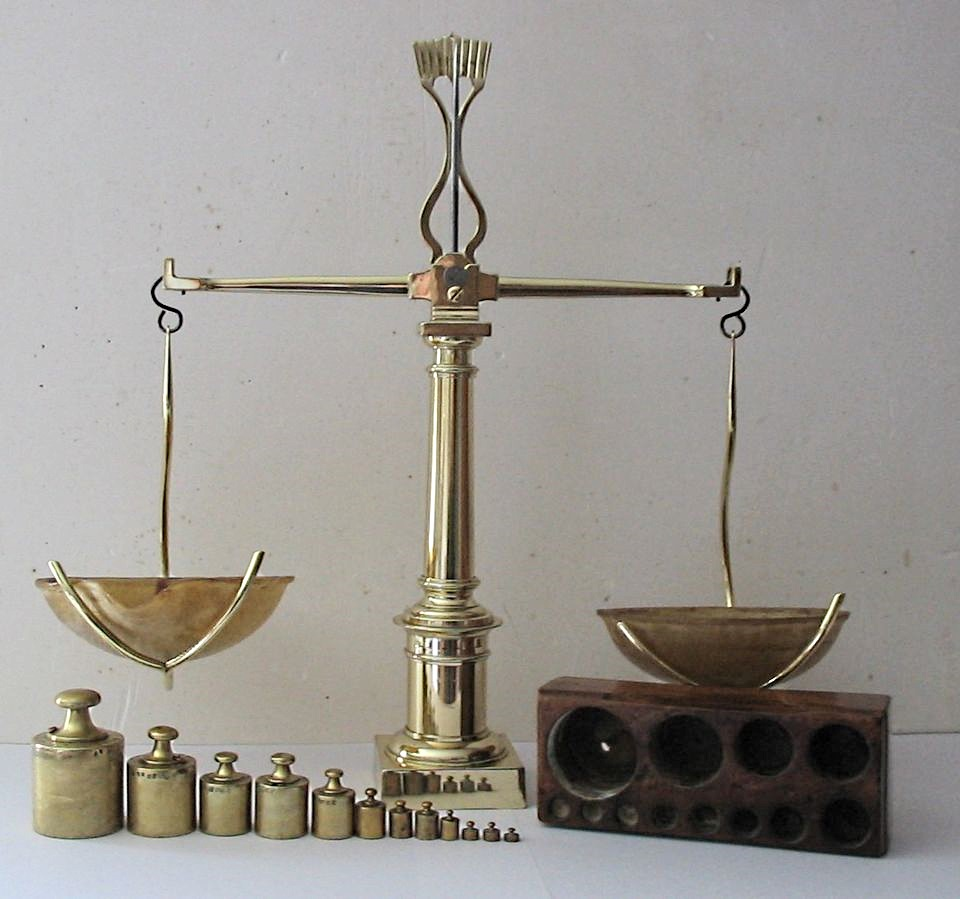
Le résultat du bilan : Ce que l'on possède moins ce que l'on doit.

Le bilan est une « photographie » du patrimoine de l'entreprise qui permet de réaliser une évaluation d'entreprise, et plus précisément de savoir après retraitement (par exemple d'une optique patrimoniale à celle sur option de juste valeur pour l'adoption des normes internationales) combien elle vaut et si elle est solvable.
Pour les petites entreprises, le bilan sert surtout aux tiers (banques, administrations…) qui peuvent ainsi contrôler si l'entreprise est solvable (par une analyse des ratios ou de la trésorerie notamment) et pour évaluer les impôts et taxes dus. Les comptes annuels (dont le bilan, le compte de résultat, les annexes…) doivent obligatoirement être établis à la clôture de l'exercice (PCG article 123.16 en France, pour les entreprises dépassant 763 000 € de chiffre d'affaires annuel pour ventes de biens ou 230 000 € pour ventes de services).
Pour les grosses entreprises, il peut aussi être utile d'établir un bilan plus d'une fois durant l'exercice (4 fois par an par exemple). Le bilan forme un tout indissociable avec le compte de résultat et les annexes (et d'autres documents selon les normes suivies) pour former les comptes annuels. En effet, le montant du résultat de l'exercice trouvé au bilan est toujours égal au montant du résultat trouvé en compte de résultat. En association avec le compte de résultat, le bilan donne aussi des informations sur la performance et la rentabilité.
L'ensemble devrait être présenté ou accessible aux ayants droit (propriétaires, fournisseurs, prêteurs, finances publiques, etc.). Il constitue normalement une garantie de transparence pour ceux-ci et doit être certifié par un commissaire aux comptes pour certaines entreprises (sociétés anonymes…).
Il existe donc trois finalités au bilan comptable :
- Le bilan comptable interne, généralement détaillé, utilisé par les responsables de l'entreprise pour différentes analyses internes ;
- Le bilan comptable officiel, destiné aux tiers (actionnaires, banques, clients, salariés, collectivités…). Il est contrôlé par le commissaire aux comptes et publié et approuvé au moment de l'assemblée générale ordinaire des actionnaires ;
- Le bilan comptable fiscal, qui sert à déterminer le bénéfice imposable.

Pour limiter le coût administratif, les entreprises cherchent à faire converger le bilan fiscal avec le bilan comptable officiel, mais c'est de moins en moins possible[réf. souhaitée]. L'optimisation fiscale ne recherche pas en effet à obtenir automatiquement une représentation juste aux yeux des tiers de la valeur et du résultat de l'entreprise[réf. souhaitée].

## Typologie des bilans comptables

### Bilan selon les normes internationales (IAS/IFRS)
Dans les normes internationales d'information financière, le bilan est appelé « état de la situation financière ». Les structures possibles du bilan sont définies par la norme IFRS (ex-International Accounting Standard). Cette norme ne prescrit aucun ordre ou format de présentation des éléments du bilan, mais elle définit un certain nombre de postes. Le bilan doit distinguer les éléments courants et non courants, sauf si une présentation par ordre de liquidité est plus pertinente.
Un actif est courant s'il est destiné à être utilisé ou vendu dans le cadre du cycle d'exploitation de l'entreprise ou s'il représente de la trésorerie. Les actifs non courants sont essentiellement des immobilisations (des actifs d'utilisation durable).
Un passif est courant si l'entreprise s’attend à le régler au cours de son cycle d’exploitation normal. Les passifs non courants sont essentiellement des emprunts qui ne doivent pas être réglés dans les douze mois suivant la date de clôture.
Les normes IFRS distinguent les « passifs » et les « capitaux propres », la somme des deux étant égale à l'actif.
| État de la situation financière [« Bilan » selon les normes internationales (IAS/IFRS)]                   | État de la situation financière [« Bilan » selon les normes internationales (IAS/IFRS)] |
| Actif | Passif et capitaux propres                                                              |
| --- | --------------------------------------------------------------------------------------- |
| Actifs non courants Immobilisations corporelles Immobilisations incorporelles Immobilisations financières | Capitaux propres Capital Réserves et résultat                                           |
| Actifs courants Stocks Créances clients et autres créances                                                | Passifs non courants Emprunt Provisions                                                 |
| Trésorerie                                                                                                | Passifs courants Dettes fournisseurs Provisions Emprunts et découverts                  |

### Bilan selon les plans comptables en Belgique et en France
Selon les plans comptables français et belge, le bilan est constitué du cumul par compte des écritures réalisées depuis la création de l'entreprise.
Des étapes facilitent la construction de celui-ci. Le journal liste des enregistrements (comme pour une facture par exemple) pour un type de compte ou une période. Le grand livre réalise le cumul des enregistrements de l'exercice. La balance est le cumul par compte des écritures du grand livre. C'est donc une représentation en liste du bilan et du compte de résultat.
- La législation française impose une présentation bilancielle fondée sur l'égalité comptable de l'actif et du passif. Le passif détermine la provenance des fonds, et l'actif la destination de ceux-ci. L'actif est toujours égal au passif.
- La partie « haut de bilan » recense les éléments permanents dans l'entreprise : actifs immobilisés à l'actif et capitaux permanents au passif.
- Le « bas de bilan » donne les éléments circulants (non permanents). On parle d'actif circulant pour les stocks, créances (avoirs) et valeurs mobilières de placement. Les disponibilités (sauf pour la comptabilité des établissements de crédit) sont les comptes banque et caisse.

La différence monétaire entre l'actif circulant et les dettes est appelée : « besoin en fonds de roulement » (BFR).
Par ailleurs, une partie dite hors bilan indique les engagements divers (cautions par exemple) qu'a accordés ou reçus l'entreprise.
| Bilan selon les plans comptables en Belgique et en France                                              | Bilan selon les plans comptables en Belgique et en France |
| Actif                                                                                                  | Passif |
| --- | --- |
| Actif immobilisé Immobilisations incorporelles Immobilisations corporelles Immobilisations financières | Passif interne Capitaux propres Capital Réserves Résultat Provisions réglementées _______________________________ Passif externe Provisions pour risques et charges |
| Actif circulant Stocks Créances clients Valeur mobilière de placement                                  | Dettes Emprunt Dettes fournisseurs |
| Disponibilité (trésorerie) Charges constatées d'avance                                                 | Produits constatés d'avance |

Pour trouver le résultat (bénéfice ou perte), il faut faire le total de l'actif et du passif. Ces totaux sont normalement différents et c'est le fait d'ajouter à la suite de l'actif ou du passif le résultat qui permet aux totaux d'être égaux. La présentation incluant le résultat est la présentation finalisée du bilan.
En cas de bénéfice, le résultat se retrouve au passif (assimilé à des capitaux propres car constituant un droit résiduel pour les actionnaires et associés). En cas de perte, le résultat devrait se placer à l'actif. En pratique, il est affiché au passif, précédé d'un signe moins ou entre parenthèses, en diminution des capitaux propres.

### Bilan selon les normes en Allemagne
Le mode de comptabilisation diverge avec le modèle français mais le bilan est proche.
| Bilan selon les normes en Allemagne                                                                    | Bilan selon les normes en Allemagne                                           |
| Actif                                                                                                  | Passif                                                                        |
| --- | ----------------------------------------------------------------------------- |
| Actif immobilisé Immobilisations incorporelles Immobilisations corporelles Immobilisations financières | Capitaux propres Capital Réserves Résultat Provisions pour risques et charges |
| Actif circulant Stocks Créances clients Valeur mobilière de placement                                  | Dettes Emprunt Dettes fournisseurs                                            |
| Disponibilité (trésorerie) Comptes de régularisation                                                   | Comptes de régularisation                                                     |

### Bilan selon les normes aux États-Unis d'Amérique
La présentation du bilan d'une société cotée à New York diffère sensiblement de la présentation « à l'italienne » qui équilibre le passif et l'actif.
Elle présente l'avantage de donner un solde disponible (solde courant) et de la valeur patrimoniale possédée par l'actionnaire (l'actif net). Elle doit respecter la norme US Gaap.
| Bilan selon les normes aux États-Unis (US Gaap)                                                                      | Bilan selon les normes aux États-Unis (US Gaap)                                                                        |
| Actif | Passif |
| --- | --- |
| Actif à moins d'un an Disponibilités Titres financiers à court terme Créances clients Stocks Autres éléments d'actif | Passif à moins d'un an Dettes fournisseurs Dettes financières Autres dettes                                            |
| Actif immobilisé Terrains (net) Bâtiments (net) Matériels (net) Goodwill Autres immobilisations                      | Passif à plus d'un an Dettes financières Dettes de location-financement Impôts différés Autres Dettes Capitaux propres |